# Spialia
Spialia är ett släkte av fjärilar. Spialia ingår i familjen tjockhuvuden.

## Bildgalleri

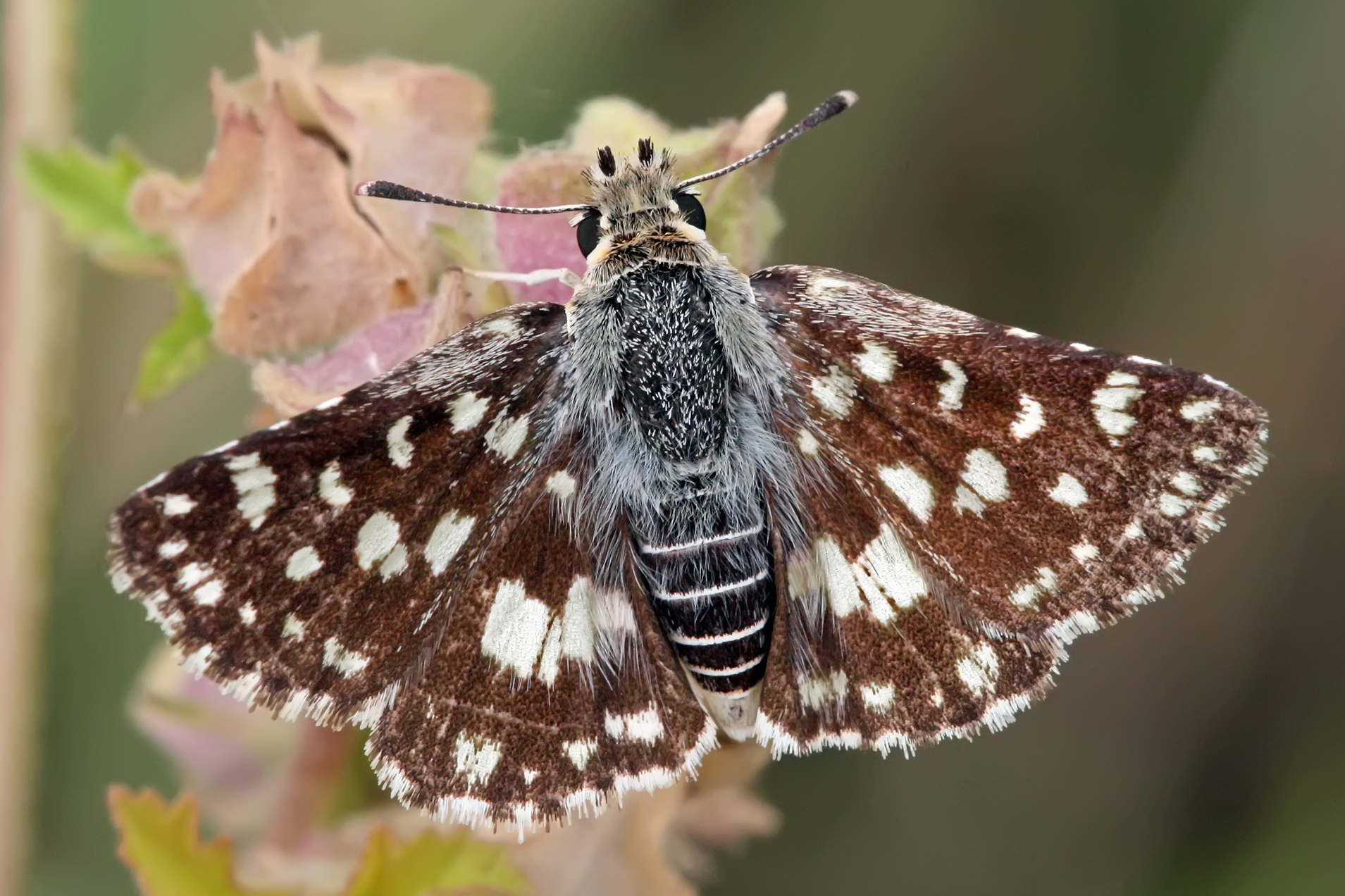
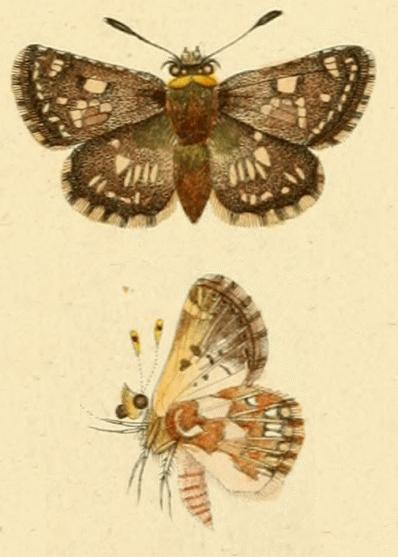

## Dottertaxa tillSpialia, i alfabetisk ordning[1]
- Spialia abscondita
- Spialia adenensis
- Spialia aestiva
- Spialia agylla
- Spialia albodetersa
- Spialia ali
- Spialia alioides
- Spialia amenophis
- Spialia anavalsae
- Spialia asterodia
- Spialia aurivilli
- Spialia australis
- Spialia bamptoni
- Spialia bettoni
- Spialia bifida
- Spialia carnea
- Spialia catenata
- Spialia chenga
- Spialia colotes
- Spialia confusa
- Spialia daphne
- Spialia delagoae
- Spialia depauperata
- Spialia diffusa
- Spialia diomus
- Spialia doris
- Spialia dromus
- Spialia elongata
- Spialia eucrate
- Spialia eupator
- Spialia evanidus
- Spialia extrema
- Spialia fasciata
- Spialia ferax
- Spialia galba
- Spialia gavarniensis
- Spialia gecko
- Spialia geron
- Spialia gracilis
- Spialia guadarramensis
- Spialia hellas
- Spialia hermona
- Spialia hibiscae
- Spialia higginsi
- Spialia hilaris
- Spialia infraurata
- Spialia jason
- Spialia kempnyi
- Spialia kiki
- Spialia kituina
- Spialia lacreuzei
- Spialia leucomelas
- Spialia lugens
- Spialia machacoana
- Spialia mafa
- Spialia mangana
- Spialia medioalbotersa
- Spialia melaleuca
- Spialia meridionalis
- Spialia minor
- Spialia minuscula
- Spialia murasaki
- Spialia nanus
- Spialia nora
- Spialia oberthuri
- Spialia obscura
- Spialia occidentalis
- Spialia orbifer
- Spialia osthelderi
- Spialia parvula
- Spialia paula
- Spialia phlomidis
- Spialia ploetzi
- Spialia postesselloides
- Spialia rebeli
- Spialia rehfoussi
- Spialia retrograda
- Spialia sataspes
- Spialia secessus
- Spialia secunda
- Spialia semiconfluens
- Spialia sertorius
- Spialia shanta
- Spialia spio
- Spialia struvei
- Spialia subgracilis
- Spialia subtusbrunnea
- Spialia superna
- Spialia tesselloides
- Spialia therapne
- Spialia therapnoides
- Spialia transvaaliae
- Spialia trimeni
- Spialia vindex
- Spialia zaira
- Spialia zebra